# مقاطعة نيماها (كانساس)
مقاطعة نيماها (بالإنجليزية: Nemaha County)‏ هي إحدى المقاطعات في ولاية كانساس، الولايات المتحدة الأمريكية.

## أعلام
- ويليام إس. هيل